# Intel
Intel Corporation es el mayor fabricante de circuitos integrados del mundo según su cifra de negocio anual. La tecnológica estadounidense es la creadora de la serie de procesadores x86, los procesadores más comúnmente encontrados en la mayoría de las computadoras personales. Intel fue fundada el 18 de julio de 1968 como Integrated Electronics Corporation (aunque un error común es el de que "Intel" viene de la palabra intelligence) por los pioneros en semiconductores Robert Noyce y Gordon Moore, y muchas veces asociados con la dirección ejecutiva y la visión de Andrew Grove.
Dentro de los microprocesadores de Intel se destacan las tecnologías multinúcleo implementadas en los procesadores Pentium D y Core 2 Duo, la tecnología móvil Centrino desarrollada para el mercado de portátiles y la tecnología HyperThreading integrada en los procesadores Intel Pentium 4 y procesadores Intel Core i7. Este procesador reemplazó a los procesadores Core 2 Duo. Apenas siendo superado en potencia por la línea Xeon, y los Xeon phi los cuales tienen la capacidad de llegar a los 72 núcleos, funcionando a 1,5 GHz. A pesar de todo, estos son los que le han dado su gran fama a Intel, y lo que ha hecho que sus ventas despeguen.
Durante los años 1990, Intel fue responsable de muchas de las innovaciones del hardware de los computadores personales, incluyendo los buses USB, PCI, AGP y PCI-Express. Ejemplos más cercanos son el empleo de la RDRAM de los módulos RIMM y el Slot 1 en los Intel Pentium II/Intel Pentium III, medidas tomadas para afianzar el dominio del mercado a golpe de patente, y que se acabaron volviendo en su contra al forzar a sus competidores a innovar y abaratar costes, logrando AMD llevar a buen puerto el primer procesador de 64 bits de la x86-64 que además mantenía la compatibilidad x86 (mientras que Intel llevaba años encallado en el Intel Itanium).
El principal competidor de Intel en el mercado es Advanced Micro Devices (AMD), empresa con la que Intel tuvo acuerdos de compartición de tecnología: cada socio podía utilizar las innovaciones tecnológicas patentadas de la otra parte sin ningún costo y con la que se ha visto envuelta en pleitos cruzados. El otro histórico competidor en el mercado x86, Cyrix, ha acabado integrado en VIA Technologies, que mantiene el VIA C3 en el mercado de los equipos de bajo consumo. Por contra, el auge de los equipos con procesadores con núcleo ARM que amenazan devorar la parte móvil del mercado PC, se está convirtiendo en un rival más serio.
En este contexto, a inicios del 2022 intel ha anunciado la 12.ª generación de sus procesadores en el CES 2022.

## Historia

Primer logotipo de Intel.

### Sigloxx
Intel fue fundada en Mountain View (California) en 1968 por Gordon Moore (químico y físico, famoso por su "Ley de Moore") y Robert Noyce (físico y co-inventor del circuito integrado) cuando salieron de Fairchild Semiconductor. El tercer empleado de Intel fue Andy Grove, un ingeniero químico, que dirigió la compañía durante la mayor parte de los años 1980 y del período de alto crecimiento de los 1990.

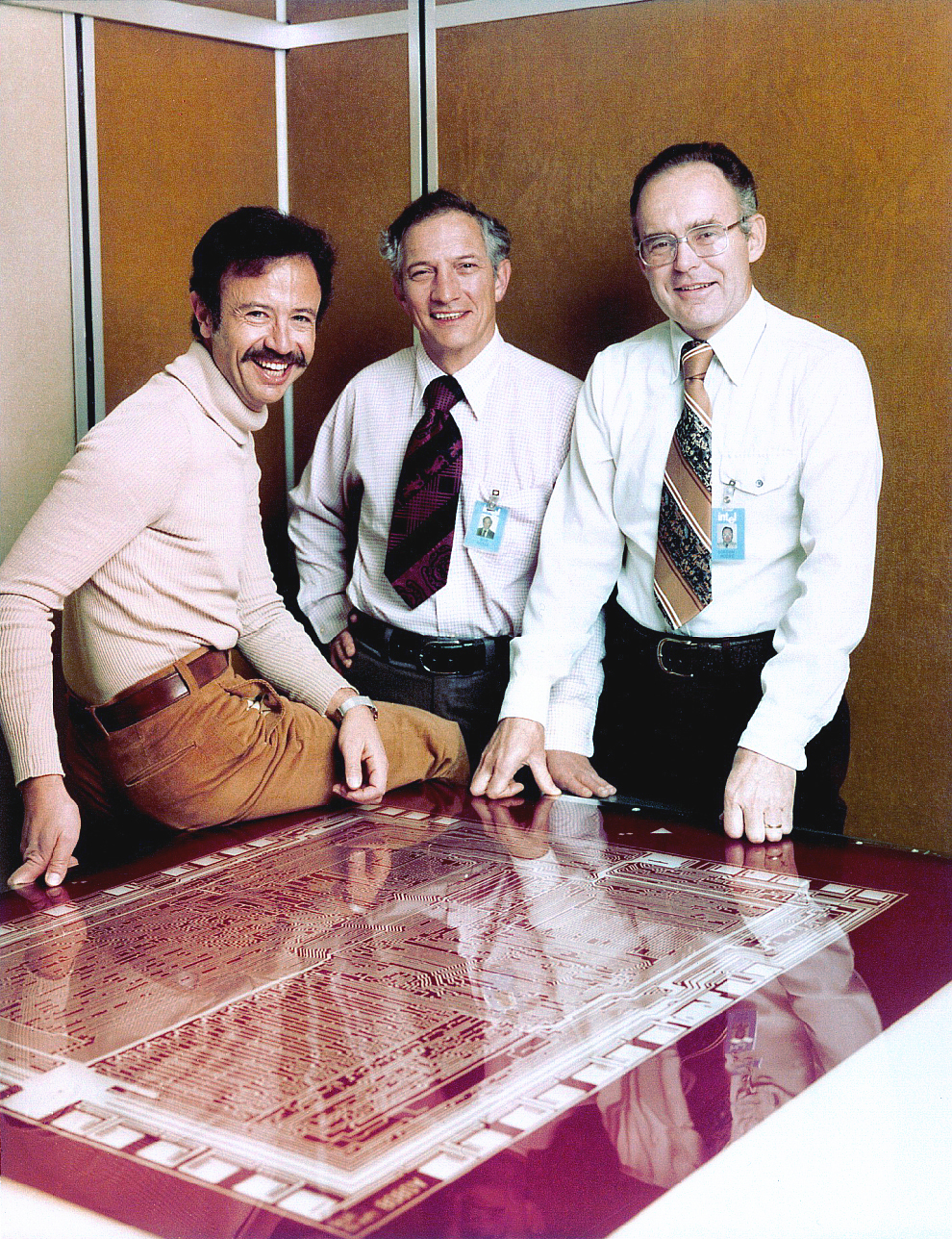
Andy Grove, Robert Noyce y Gordon Moore en 1978

Moore y Noyce inicialmente quisieron llamar a la compañía "Moore Noyce", pero sonaba mal (ya que en inglés suena como More Noise, que literalmente significa: Más Ruido, un nombre poco adecuado para una empresa electrónica, ya que el ruido en electrónica suele ser muy indeseable y normalmente se asocia con malas interferencias). Utilizaron el nombre NM Electronics durante casi un año, antes de decidirse a llamar a su compañía Integrated Electronics (en español Electrónica Integrada), abreviado "Intel". Pero "Intel" estaba registrado por una cadena de hoteles, por lo que tuvieron que comprar los derechos para que pudieran utilizarlo.
El éxito comenzó modestamente cuando consiguieron que la compañía japonesa Busicom les encargase una remesa de microprocesadores para sus calculadoras programables. Pese a las indicaciones de los japoneses, el ingeniero Ted Hoff diseñó un chip revolucionario que podía ser utilizado en muchos otros dispositivos sin necesidad de ser rediseñado. Las personas de Intel enseguida se dieron cuenta del potencial de este producto, capaz de dotar de ‘inteligencia’ a muchas máquinas ‘tontas’. El único problema era que Busicom poseía los derechos, y para recuperarlos Intel tuvo que pagarles 60.000 dólares.

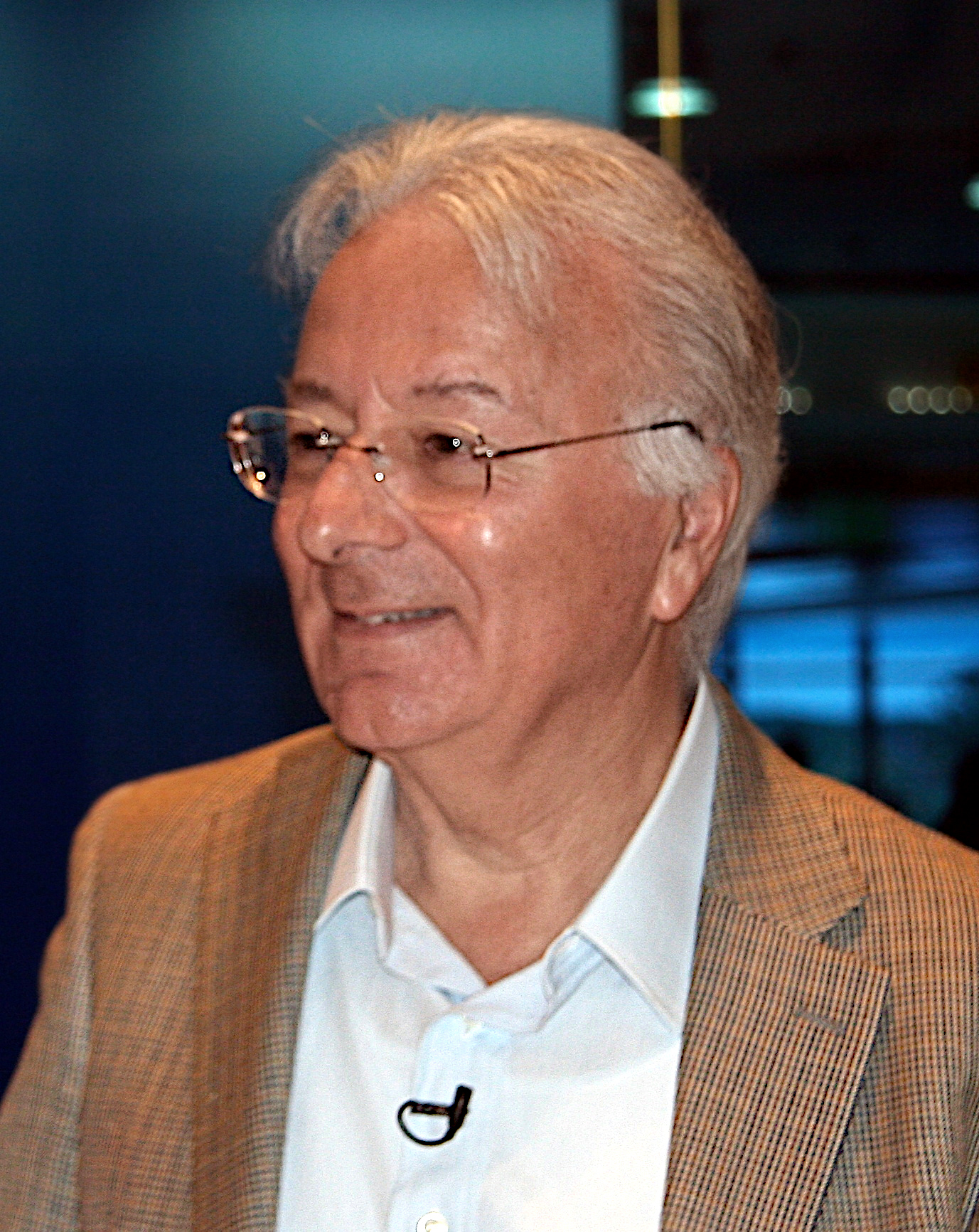
Federico Faggin, diseñador del Intel 4004

En 1971 nació el primer microprocesador (en aquella época aún no se les conocía por ese nombre). El potentísimo Intel 4004 estaba compuesto por 4 de estos chips y otros 2 chips de memoria. Este conjunto de 2300 transistores que ejecutaba 60.000 operaciones por segundo se puso a la venta por 200 dólares. Muy pronto Intel comercializó el Intel 8008, capaz de procesar el doble de datos que su antecesor y que inundó los aparatos de aeropuertos, restaurantes, salones recreativos, hospitales, gasolineras, etc.
Moore recuerda como a mediados de los 70 le propusieron comercializar el 8080 equipado con un teclado y un monitor orientado al mercado doméstico. Es decir, le estaban proponiendo ser los pioneros en el mundo de las computadoras personales. Pero no vieron la utilidad de esos aparatos, y descartaron la idea.
En 1981 Intel desarrolló los procesadores Intel 8086 y 8088 (de 16 bits y 8 bits de bus de datos, ambos con el mismo conjunto de instrucciones) que acumularon la friolera de 2500 premios de diseño en un solo año. IBM selecciona el 8088 para su IBM PC (acude por primera vez a un fabricante externo) y esto crea el inmenso mercado del compatible IBM PC. En 1982 apareció el revolucionario Intel 80286, equipado con 134.000 transistores y el primero en ofrecer compatibilidad de software con sus predecesores.
En 1985 llegó el Intel 80386, un micro de 32 bits y 275.000 transistores que fue rápidamente adoptado por Compaq para su computadora personal Compaq Deskpro 386. Cuatro años después llegaría el robusto Intel 80486 de 1,2 millones de transistores.
En 1993 Intel comienza a desarrollar la línea Pentium, llena de nuevos estándares y de transistores, y con 5 veces más capacidad que el 486. Después llegará el Pentium Pro y en 1997 incluye en sus procesadores la tecnología MMX. En mayo de 1997 aparece el Intel Pentium II, un año más tarde el Pentium II Xeon, tras el que llegaría el Intel Pentium III.
En un caso inusual de cooperación entre las empresas, AMD devolvió a Intel tecnología del Pentium robada y supuestamente enviada por Bill Gaede desde la Argentina a AMD en Sunnyvale, California. Ambas empresas cooperaron entre ellas y con el FBI en lograr la detención de Gaede.

### SigloXXI

Logotipo anterior de Intel (2006-2020).

En 2005 Intel llegó a un acuerdo con Apple Computer, por el que Intel proveerá procesadores para los ordenadores de Apple, realizándose entre 2006 y 2007 la transición desde los tradicionales IBM. Finalmente, en enero de 2006 se presentaron al mercado las primeras computadoras de Apple, una portátil y otra de escritorio, con procesadores Intel Core Duo de doble núcleo.
En 2006 se anunció la venta del negocio de procesadores Intel XScale. Intel acordó vender el negocio del procesador XScale a Marvell Technology Group por un precio estimado de US$600 millones (lo había comprado por 1600 millones) en efectivo y la asunción de pasivos sin especificar. La medida tenía por objeto permitir a Intel concentrar sus recursos en el negocio del núcleo x86 y los servidores de negocios. La adquisición se completó en noviembre de 2006.
En 2008, Intel lanzó la gama de procesadores llamados Intel Atom. Estos nuevos procesadores son muy pequeños y están diseñados para equipos MID (Mobile Internet Devices, Dispositivos Móviles de Internet) y netbooks. Están disponibles también bajo la plataforma Intel Centrino Atom y en dos núcleos (recientemente lanzado). Copan mayoritariamente el mercado de Netbooks, con una presencia residual de equipos con AMD Geode o VIA, y con la ayuda del chipset Ion de nVIDIA se están haciendo con el mercado del Home theater ofreciendo reproducción Full HD en equipos de muy bajo coste, consumo y espacio.
En mayo de 2009, la Unión Europea multó con US$1850 millones a Intel debido a que amenazó a todos los fabricantes de computadoras con eliminar los descuentos si no compraban casi todos o todos los chips que necesitaban, que retrasaran el lanzamiento de computadoras con microprocesadores de AMD, y pagó a Media Saturn Holding para que vendiera solo computadoras con procesadores Intel.
Larrabee fue una idea presentada en 2010 sobre cómo llevar la arquitectura IA-32 al campo de las GPU. Sin embargo, debido al pésimo rendimiento que obtuvieron en las primeras pruebas, la investigación fue cancelada. A partir de ahí Intel decidió crear la arquitectura Intel MIC, una implementación basada en la idea GPGPU pero utilizando arquitectura IA-32.
En 2010 Intel anunció dos importantes adquisiciones. El 19 de agosto anunció que planeaba comprar McAfee, compañía de software de seguridad informática cuyo producto más conocido es el antivirus McAfee VirusScan. Al mismo tiempo McAfee ya había anunciado la inversión en empresas especializadas a su vez en seguridad de dispositivos móviles, como tenCube y Trust Digital, pese a haber obtenido bajos resultados en el último trimestre. El precio de compra fue de US$7680 millones, y las empresas dijeron que si el acuerdo se aprobaba los nuevos productos se lanzarían a principios de 2011. Menos de dos semanas después, la compañía anunció la adquisición del negocio de soluciones inalámbricas de Infineon Technologies. Con esta compra, Intel planea utilizar la tecnología de la compañía en los ordenadores portátiles, teléfonos inteligentes, netbooks, tabletas y los ordenadores integrados en los productos de consumo, para finalmente integrar su módem inalámbrico en los chips de silicio de Intel. Intel logró la aprobación para la adquisición de McAfee en enero de 2011, cerrándose la compra definitiva en esa fecha. Intel accedió a garantizar que las empresas de seguridad competidoras tuvieran acceso a toda la información necesaria que permitiera a sus productos usar los chips de Intel y los ordenadores personales.
Tras el cierre de la oferta de McAfee, la fuerza laboral de Intel asciende a unas 90 000 personas, incluidos los (aproximadamente) 12 000 ingenieros de software.
En 2011 Intel compró la mayor parte de los activos de SySDSoft. También en 2011, presentó la iniciativa para crear unos ordenadores ultraligeros sin comprometer su capacidad de procesamiento, los llamados ultrabooks. Ese mismo año, Intel comienza a trazar su diseño de chips y los planes de fabricación para penetrar en el mercado de tabletas y teléfonos móviles o smartphones, en el que no es competitivo todavía. Su primer sistema en un chip para las tabletas y teléfonos inteligentes, con nombre en código Medfield, llegará en el primer semestre de 2012, seguido por la tecnología Clover Trail en la segunda mitad de 2012. Medfield combina una CPU Atom con un número de núcleos especializados para funciones tales como la aceleración de gráficos. Reemplaza a Moorestown, un chip de Intel diseñado para teléfonos inteligentes pero nunca utilizado en ninguno. Medfield comenzará a fabricarse en 32 nanómetros, e Intel espera comenzar a fabricarlos en 22 nanómetros en 2011.
A principios de 2019, la empresa anunció que haría una reforma completa en su organización, destinando su trabajo y mayor cantidad de recursos en los centros de datos, en vista de la caída en el desarrollo del mercado de los PC.

## Instalaciones

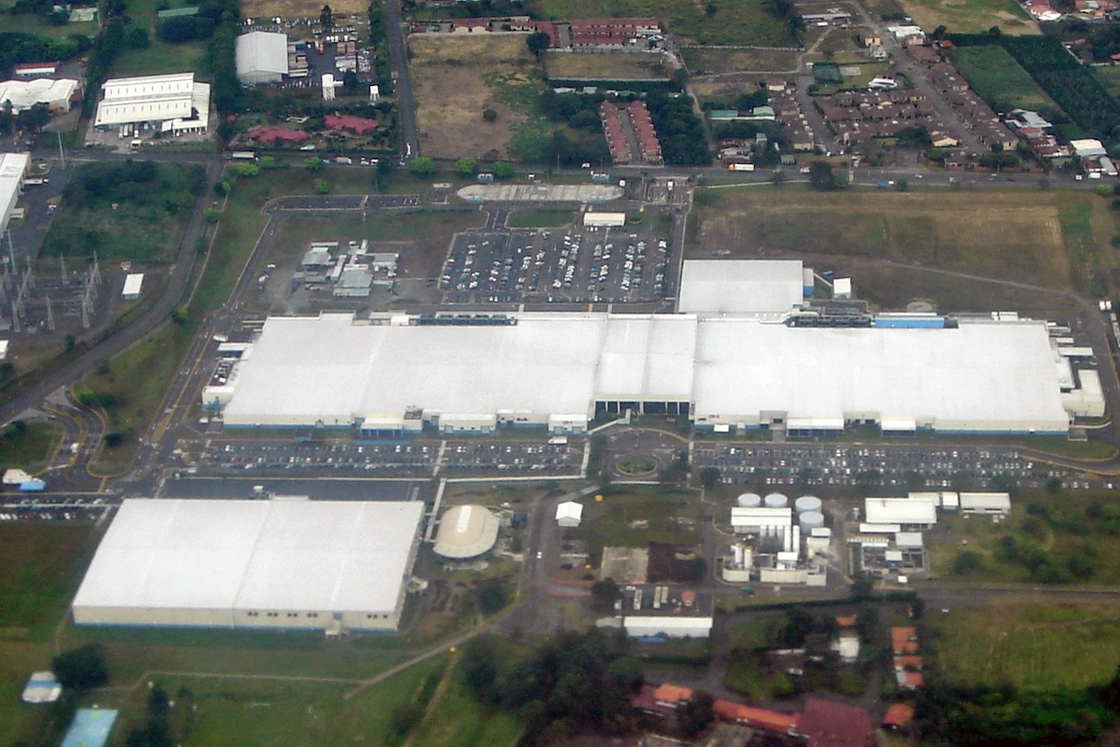
La sede de Intel en Costa Rica fue la responsable del 20% de las exportaciones nacionales y 4,9% del PIB del país hasta el cierre de la planta de prueba y ensamblaje en 2014, reabriendo de nuevo en 2022.

El centro de operaciones de Intel está localizado en Santa Clara, California. La compañía también tiene instalaciones en Argentina, China, Costa Rica, Malasia, México, Israel, Irlanda, India, Filipinas y Rusia. En los Estados Unidos Intel emplea a más de 45.000 personas en Colorado, Massachusetts, Arizona, Nuevo México, Oregón, Texas, Washington y Utah.

### Intel en Israel
Intel ha estado operando en Israel desde que Dov Frohman fundó la sucursal de la compañía en 1974 en una pequeña oficina en Haifa. Intel en Israel tiene actualmente centros de desarrollo en Haifa, Jerusalén y Petaj Tikva y cuenta con una planta de fabricación en el parque industrial Kiryat Gat que desarrolla y fabrica microprocesadores y productos de comunicaciones. Intel empleó a unos 10 000 empleados en Israel en 2013. Maxine Fesberg ha sido la directora ejecutiva de Intel en Israel desde 2007 y la vicepresidenta de Intel Global. En diciembre de 2016, Fesberg anunció su renuncia, su puesto como director ejecutivo (CEO) ha sido ocupado por Yaniv Gerti desde enero de 2017.

## Productos
- Lista de chipsets Intel
- Lista de microprocesadores Intel
  - Lista de procesadores Intel Core i3
- Lista de unidades de procesamiento gráfico de Intel